# Matadi
Pour les articles homonymes, voir Matadi (homonymie).
Matadi est la capitale de la province du Kongo central disposant d'un port. La ville, fondée en 1886 pour acheminer des marchandises de l’extérieur vers l'intérieur du pays par la rive gauche du fleuve, abrite quelque 448,004 habitants (2024). Matadi est située sur la rive gauche du fleuve Congo, environ à mi-chemin entre l'océan Atlantique et la capitale Kinshasa, à proximité de la frontière avec l'Angola.

## Géographie

### Localisation
Nichée à l'extrême ouest de la République démocratique du Congo, Matadi se dresse fièrement sur les rives du fleuve Congo, faisant face à la première capitale de l'état indépendant du Congo de Vivi. Ce véritable carrefour économique du pays est réputé pour son port, l'un des plus importants d'Afrique centrale. Situé à environ 150 kilomètres en amont du port atlantique de Banana, Matadi marque la limite de la navigation maritime sur le fleuve Congo. En effet, les impressionnantes cataractes qui barrent le cours d'eau plus au nord empêchent tout passage aux navires de haute mer.
La ville, étirée à flanc de colline, tire son nom de l'environnement accidenté qui l'accueille, à savoir la proximité de "rapides". Matadi signifie en effet pierres en kikongo.
La frontière avec l'Angola se situe à quelques kilomètres vers le sud et vers l'aval du fleuve.
Un pont suspendu de 722 mètres de long construit en 1983, dénommé pont Matadi (anciennement pont Maréchal), relie la ville à la rive droite, permettant l'accès à la ville de Boma et aux barrages hydroélectriques d'Inga situés en amont. Il est le pont suspendu le plus long du continent africain et attire régulièrement des touristes. Toutefois, le chemin de fer n'a pas à ce jour été installé sur le pont.

### Climat
Matadi possède un climat désertique chaud et sec (BWh) selon la classification de Köppen-Geiger. Sur l’année, la température moyenne à Matadi est de 25.7°C et les précipitations sont en moyenne de 430.8mm. Les températures moyennes oscillent entre 21°C et 27°C, avec une amplitude thermique annuelle relativement faible de 6°C., il est rarement inférieure à 17 °C ou supérieure à 36 °C., avec peu d'amplitude thermique entre le jour et la nuit.
Située en zone tropicale humide de type soudanien, Matadi connaît un climat marqué par l'alternance de deux saisons bien distinctes.
La saison des pluies s'étend généralement d'Octobre à mi-Mai, soit environ huit mois. Ces pluies, abondantes et régulières, sont essentielles à l'agriculture et aux écosystèmes locaux. Il convient de noter une courte période plus sèche en Janvier et Février, offrant un répit temporaire aux populations.
La saison sèche, plus longue et plus intense, s'étale sur plus de quatre mois, pouvant atteindre six mois certaines années. Elle débute habituellement vers la mi-Mai et se termine aux alentours de la mi-Octobre. Durant cette période, les précipitations sont rares, et l'humidité ambiante, bien que toujours élevée, est moins oppressante qu'en saison des pluies.
L'humidité de l'air est très élevée, particulièrement pendant la saison des pluies, ce qui accentue la sensation de chaleur. 
Ce climat tropical influence profondément la vie des habitants de Matadi. Il façonne les activités agricoles, la végétation, et les modes de vie. Les périodes de sécheresse peuvent poser des défis en termes d'approvisionnement en eau, tandis que les pluies abondantes peuvent entraîner des inondations. Ce climat, bien que favorable à certains aspects de la vie locale, présente également des défis auxquels les populations doivent s'adapter.
En fonction du score de plage/piscine, le meilleur moment de l'année pour visiter Matadi pour les activités estivales est de fin mai à mi septembre .

## Histoire
En amont de la ville peut être observée la pierre de Yellala où le célèbre explorateur portugais Diogo Cão sculpta, en 1482, la marque du point limite de sa remontée du fleuve. Matadi doit son développement à son port dont la construction débute en 1886. Elle fait face à la première capitale historique du Congo, Vivi.

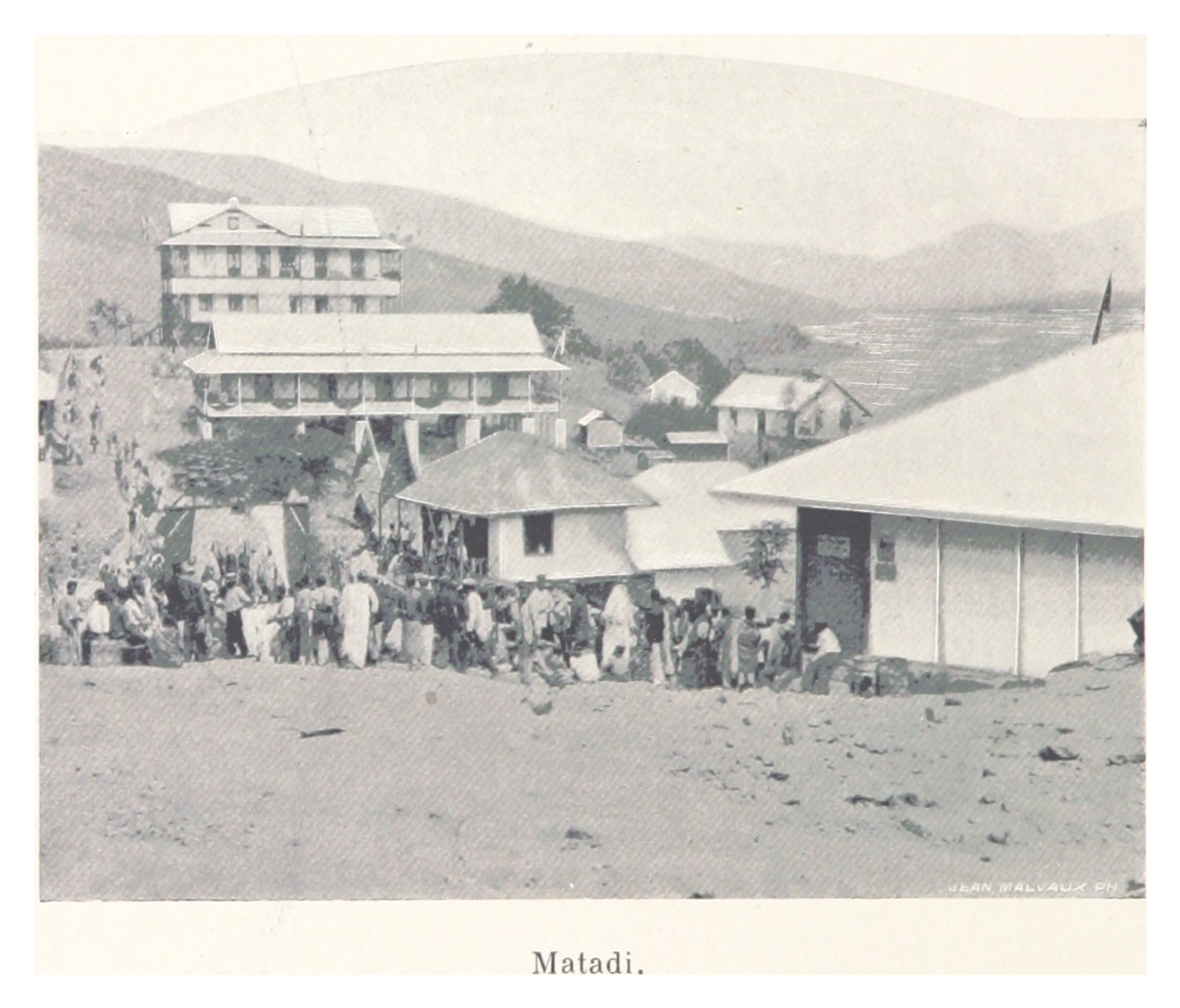
Matadi, 1899
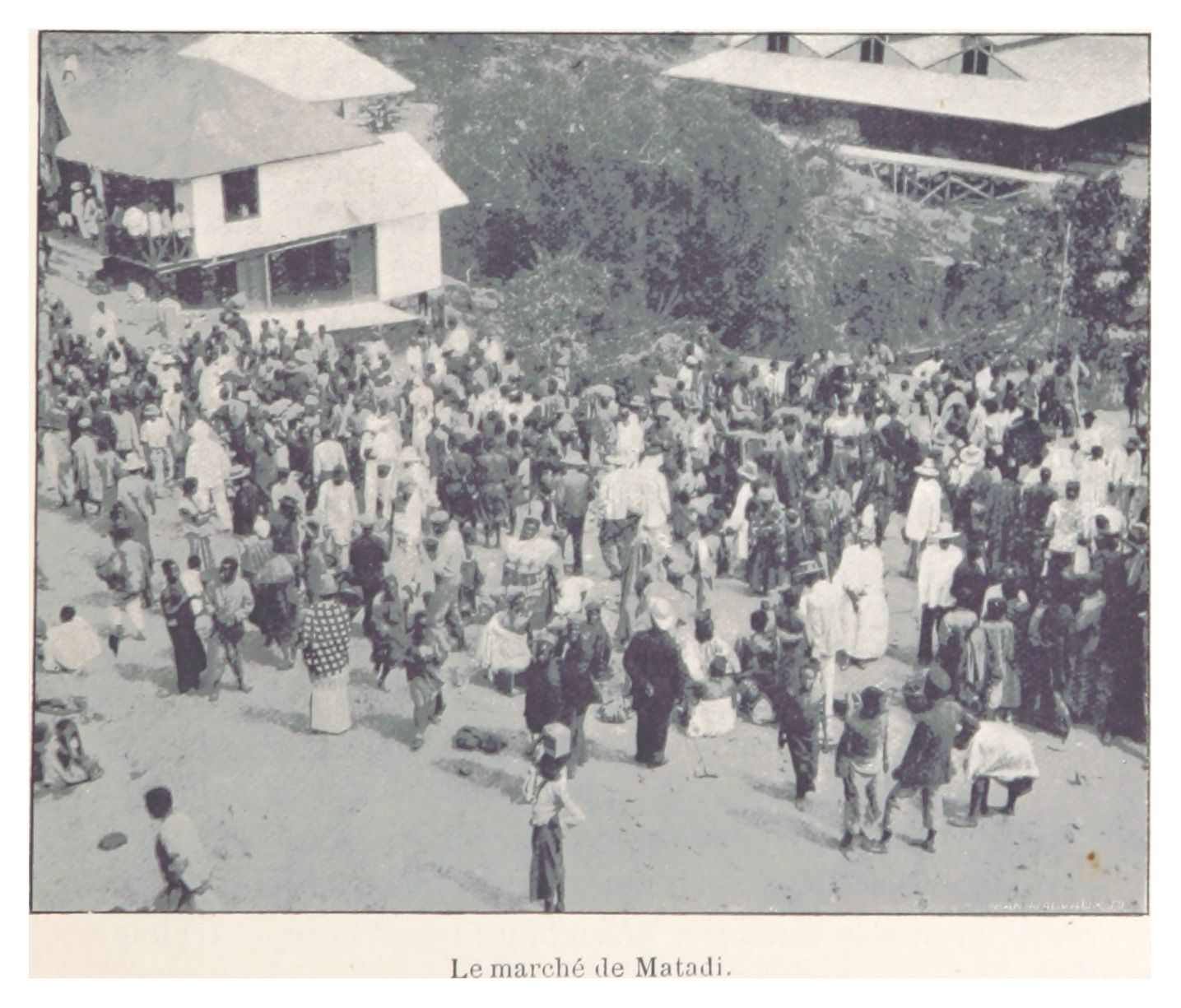
Le marché, 1899
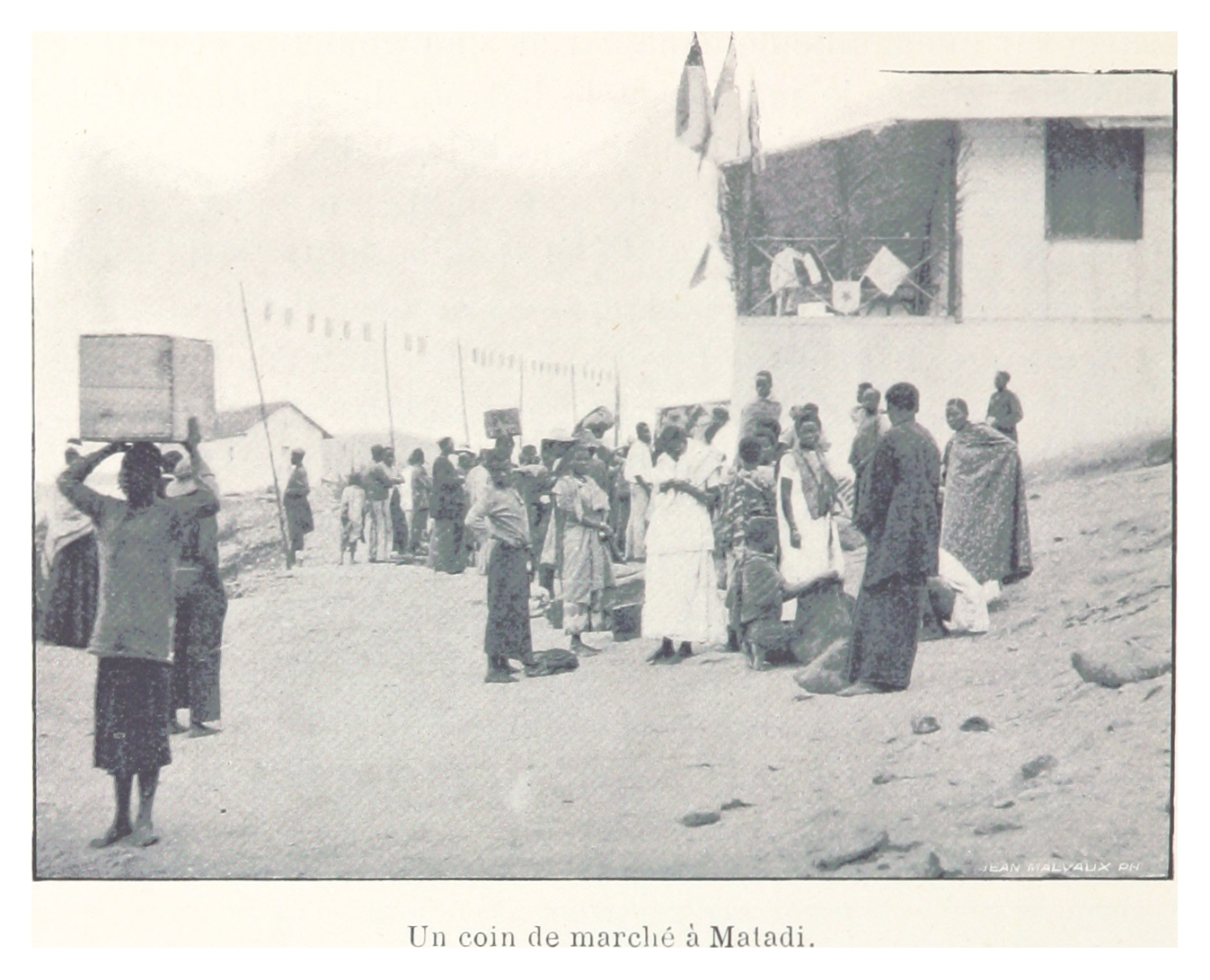
Un coin de marché à Matadi, 1899
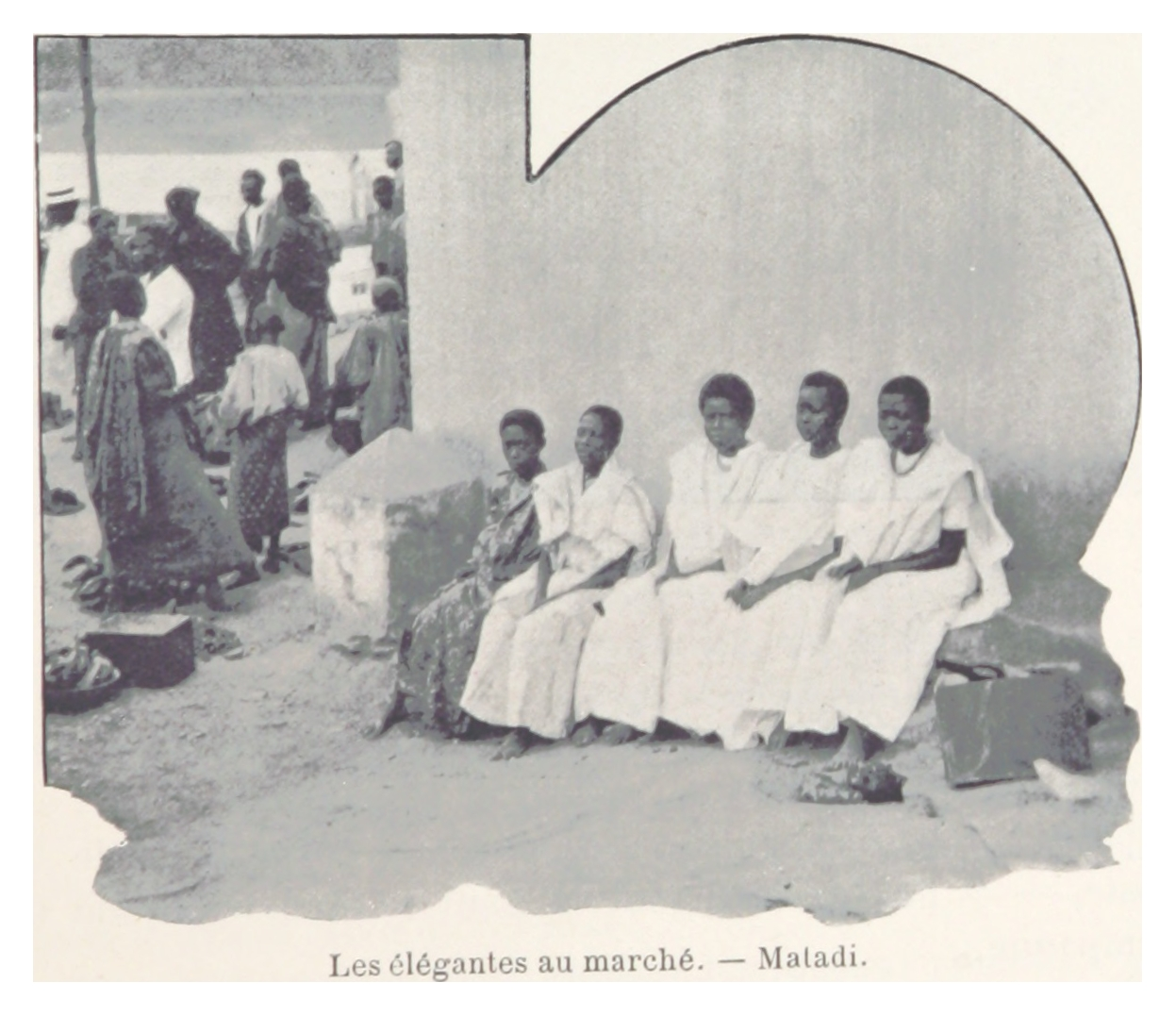
Les élégantes au marché, Matadi, 1899
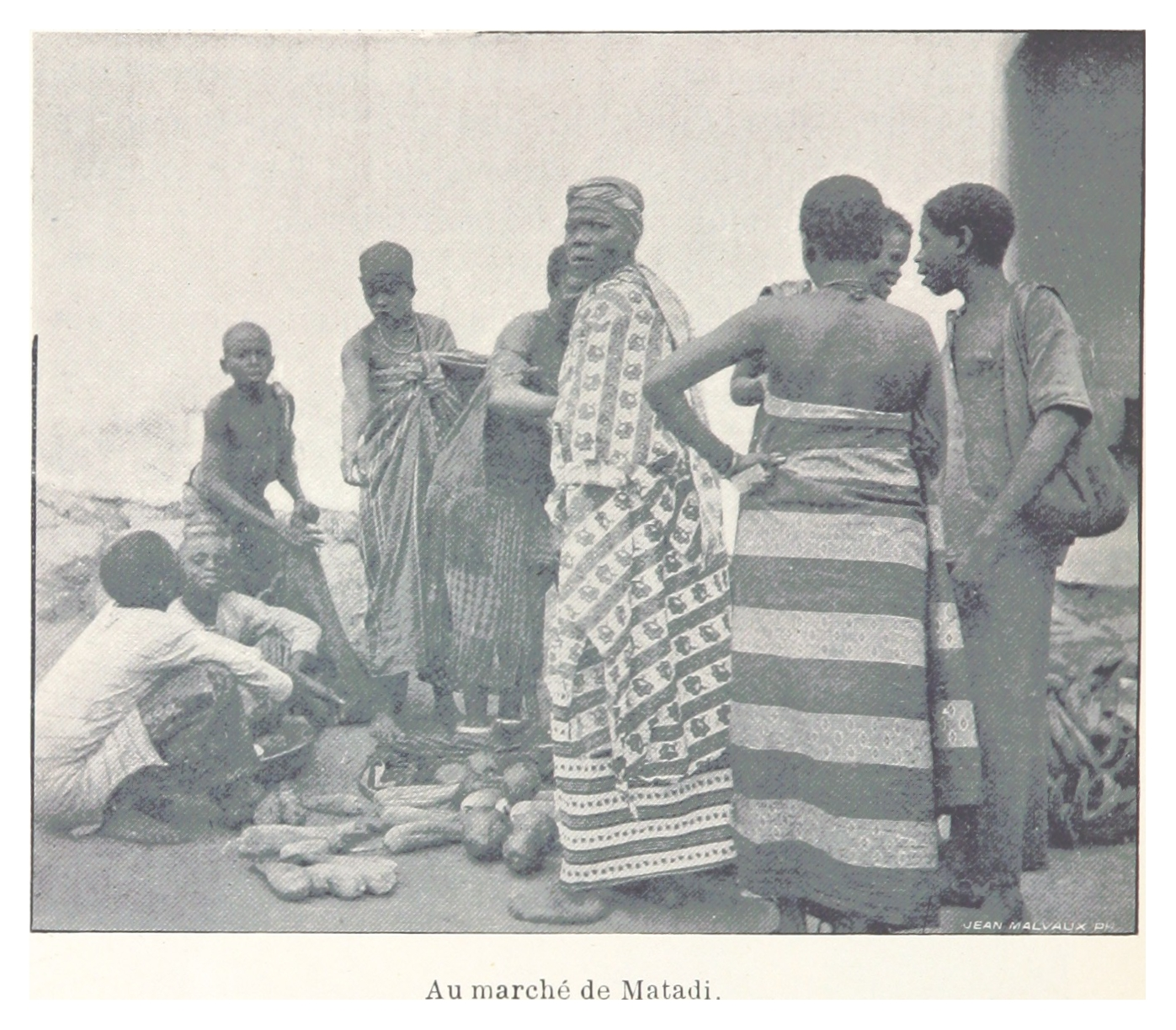
Au marché, 1899
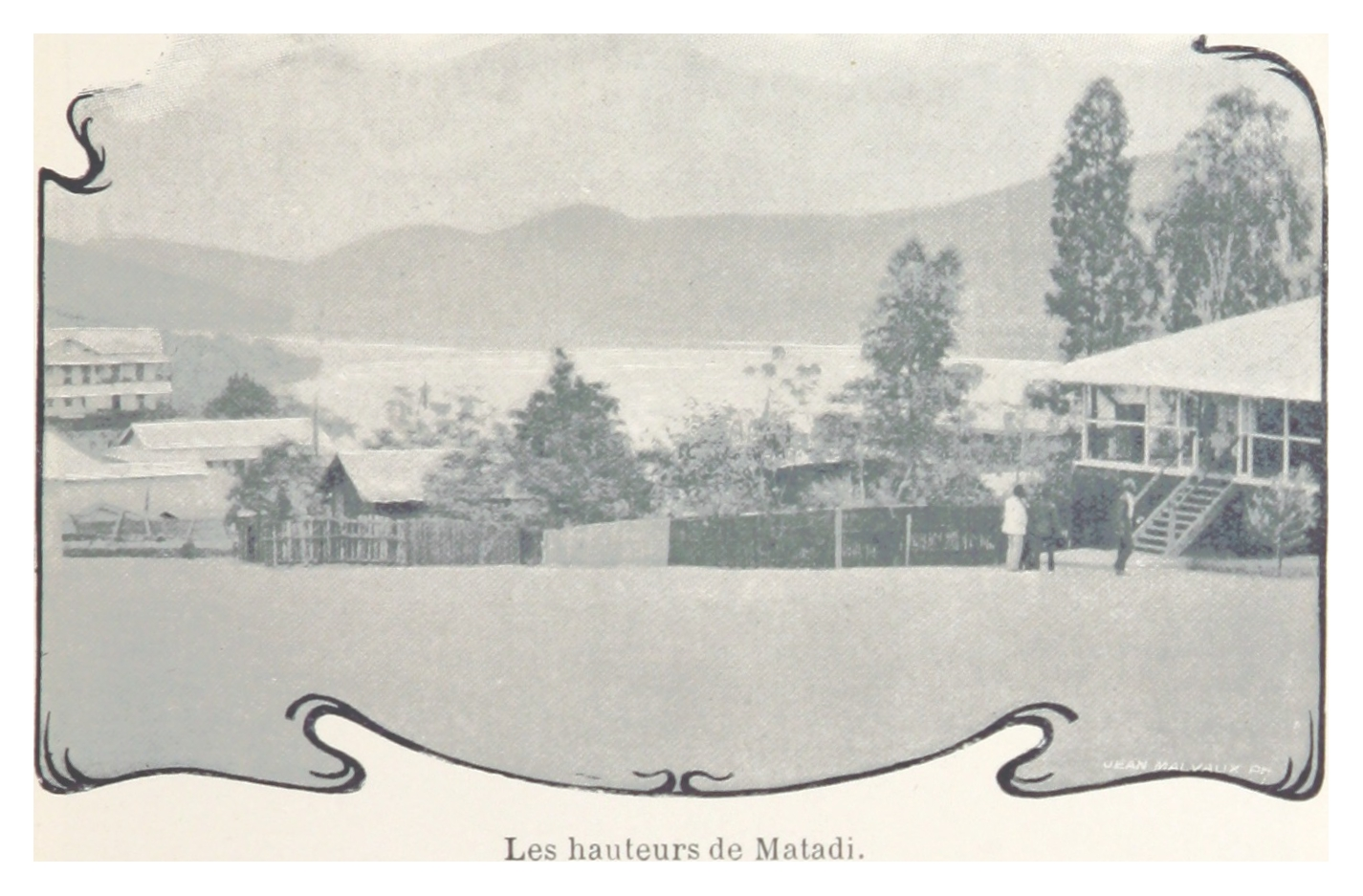
Les hauteurs de Matadi, 1899
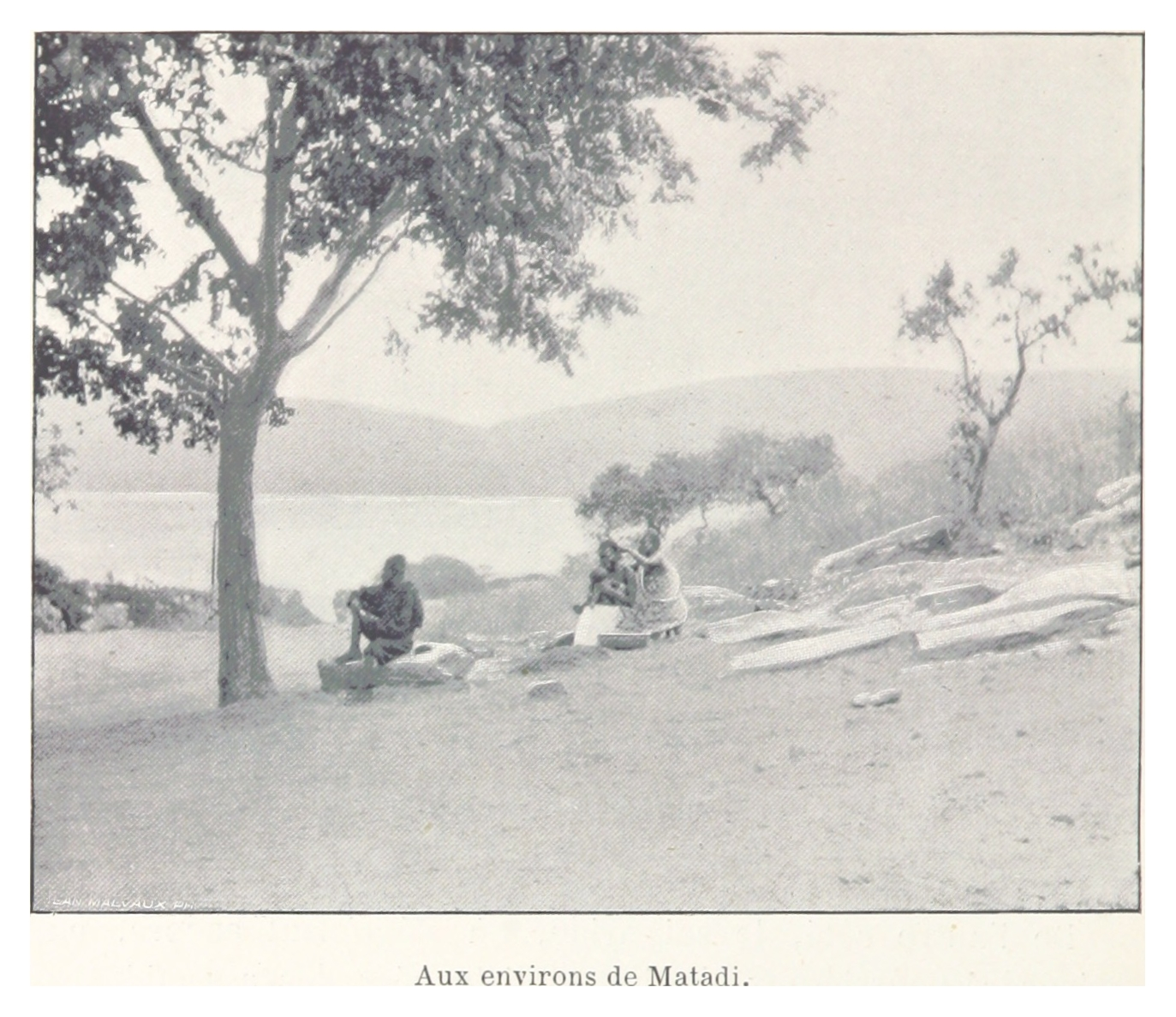
Aux environs de Matadi, 1899
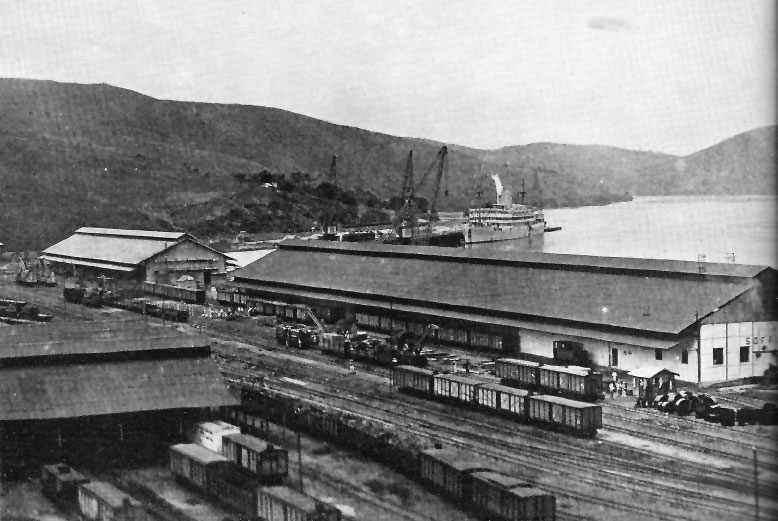
Port de Matadi, vers 1942
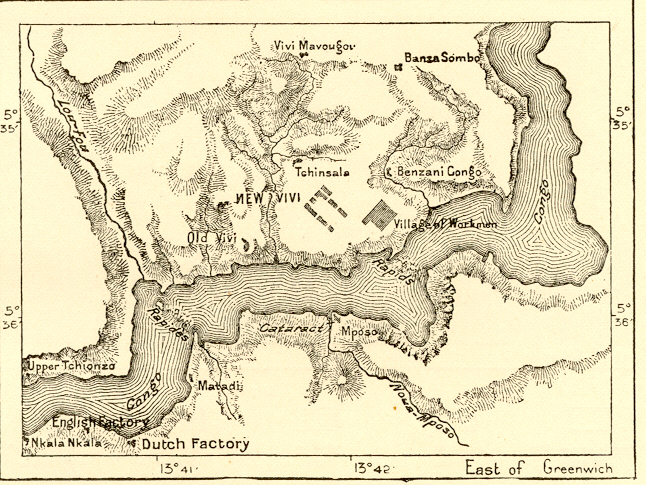
Carte de Matadi et Vivi vers 1890
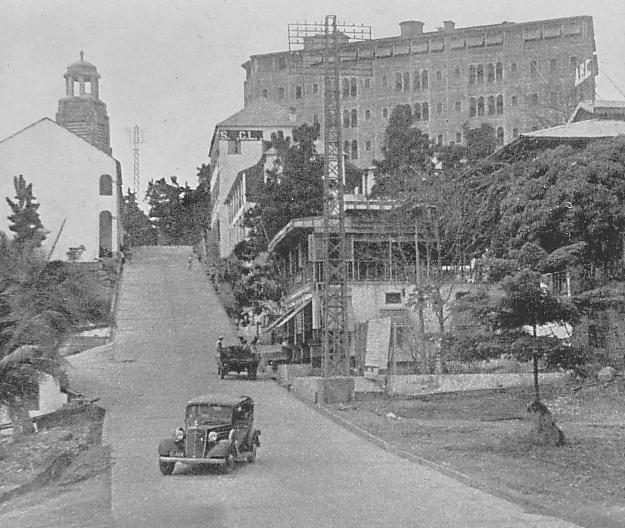
Matadi dans les années 1930
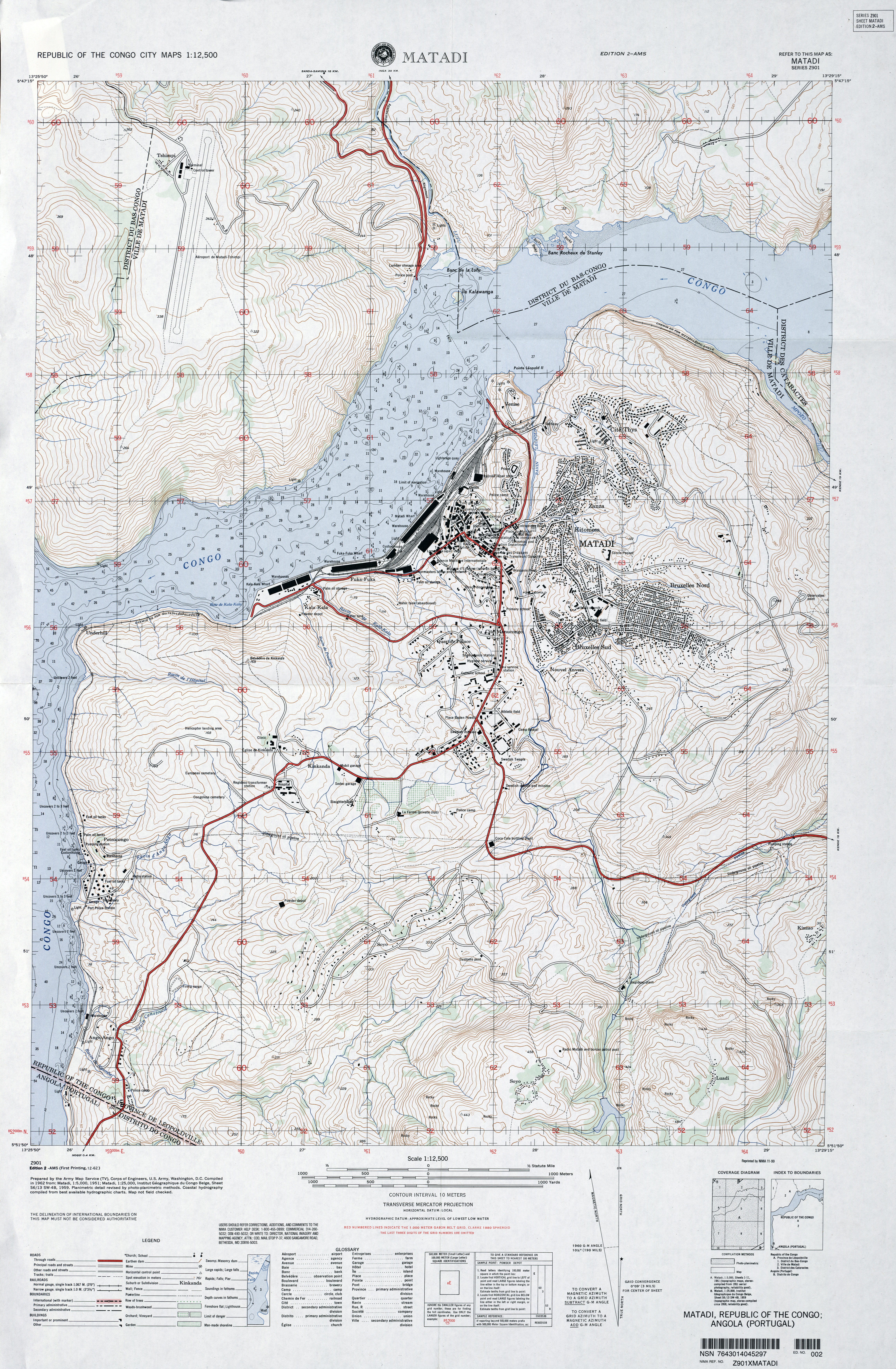
Carte de Matadi en 1959

## Toponymie
Le nom « Matadi » est issu du nom kikongo Kikongo Tadi qui signifier « pierre », au pluriel « Matadi », étant donné le fait que la ville est bâtie sur les rochers.

## Administration

### Statut et communes
Administrativement, le statut de Matadi évolue de Centre Extra-Coutumier en 1936, à Territoire en 1948, puis Ville par l'Ordonnance d'octobre 1959. Toutefois, celle-ci ayant été abrogée le 26 janvier 1960, Matadi n’obtiendra le statut de Ville que le 16 décembre 1967. Entité administrative dotée de la personnalité juridique, elle est dirigée par le Maire de la ville. Elle est depuis 1959 constituée de trois communes : Matadi, Mvuzi et Nzanza

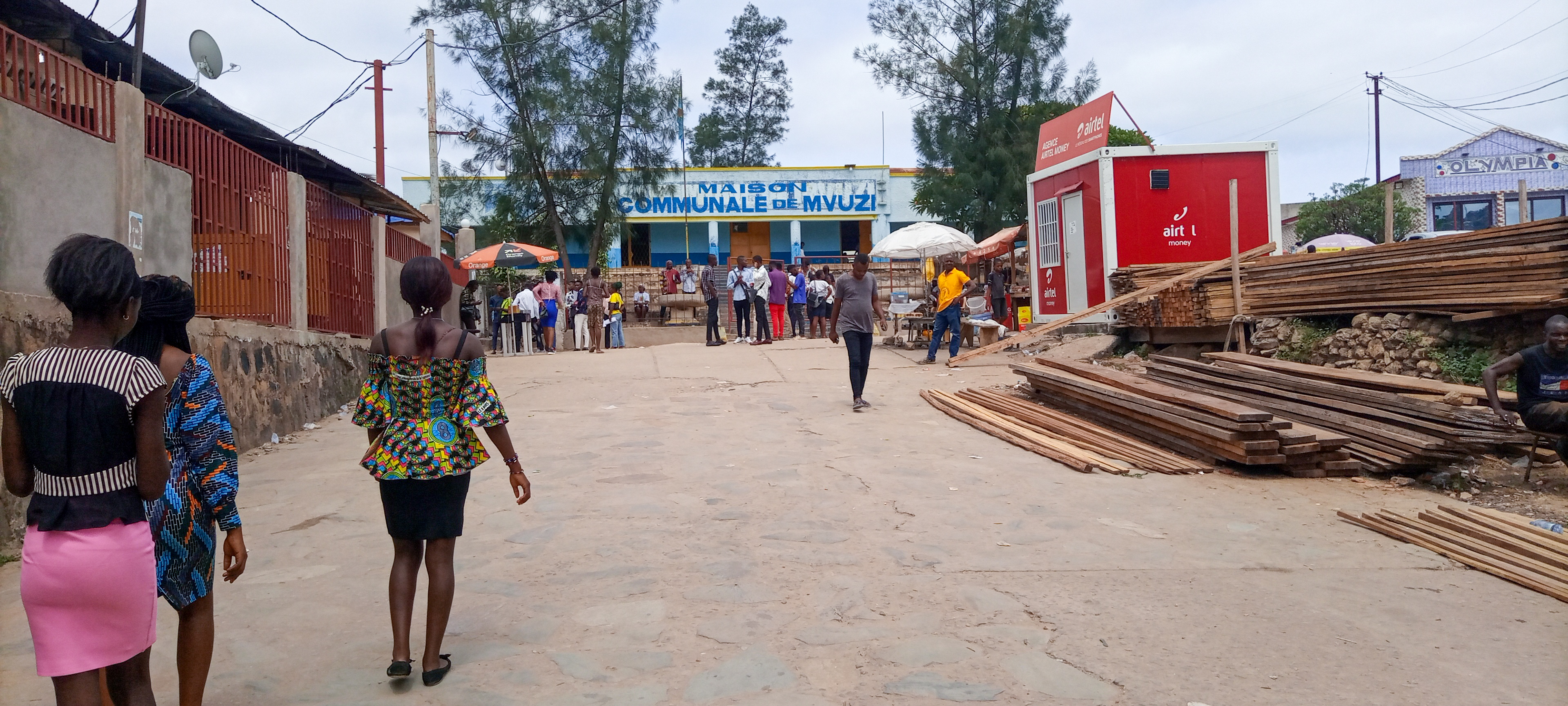
Maison Communale de Mvuzi

### Représentations étrangères
En 2024, deux pays sont représentés à Matadi : par le consulat général de l'Angola et le consulat de Belgique.

## Langues
Les langues parlées à Matadi sont le français, le kikongo, le kikongo ya leta, et le lingala.

## Santé
La ville de Matadi compte 2 zones de Santé : Matadi et Nzanza, 2 hôpitaux, 27 centres de santé, 121 médecins et 952 infirmiers.

## Éducation

### Enseignement primaire et secondaire
La ville compte 239 écoles primaires et 145 écoles secondaires, avec près de 2 000 enseignants en primaire et 2 200 enseignants en secondaire.

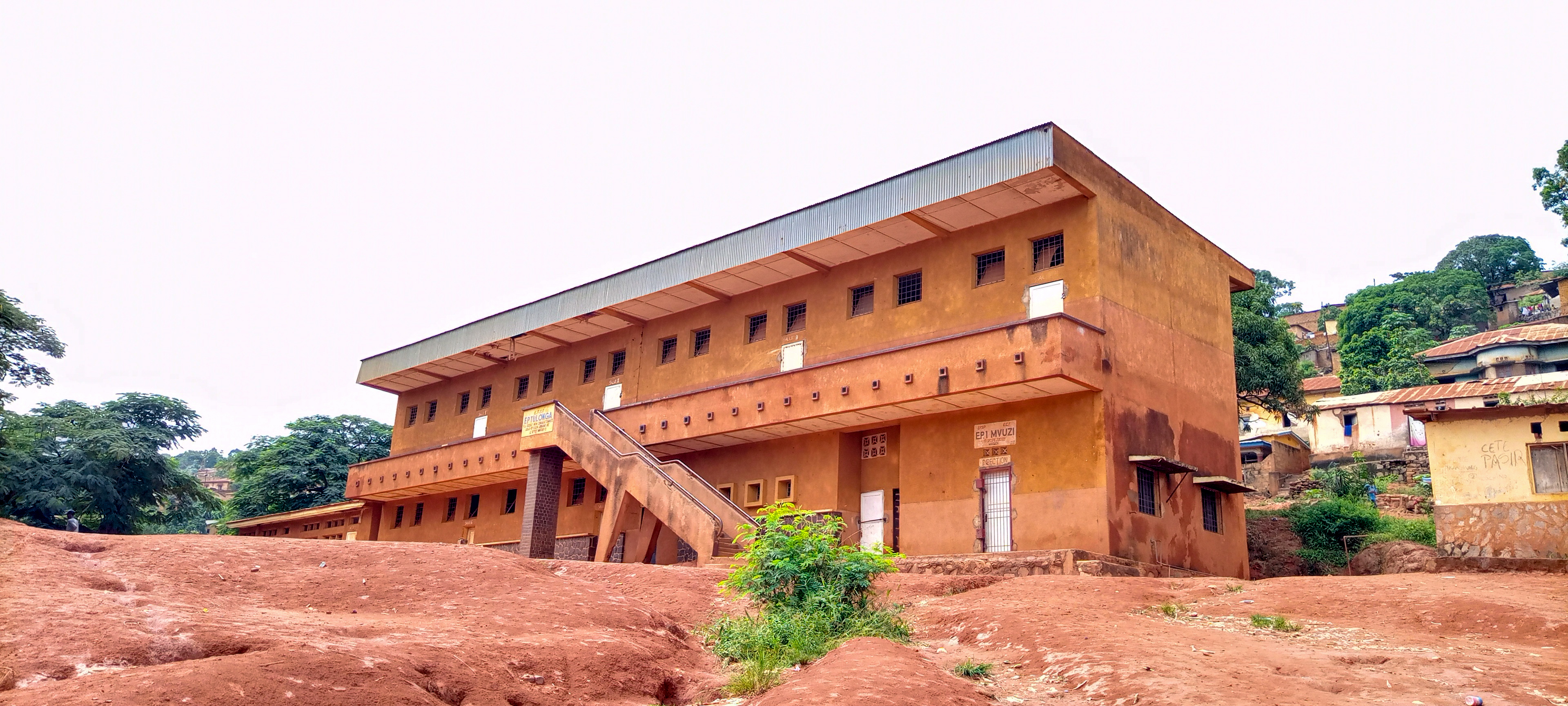
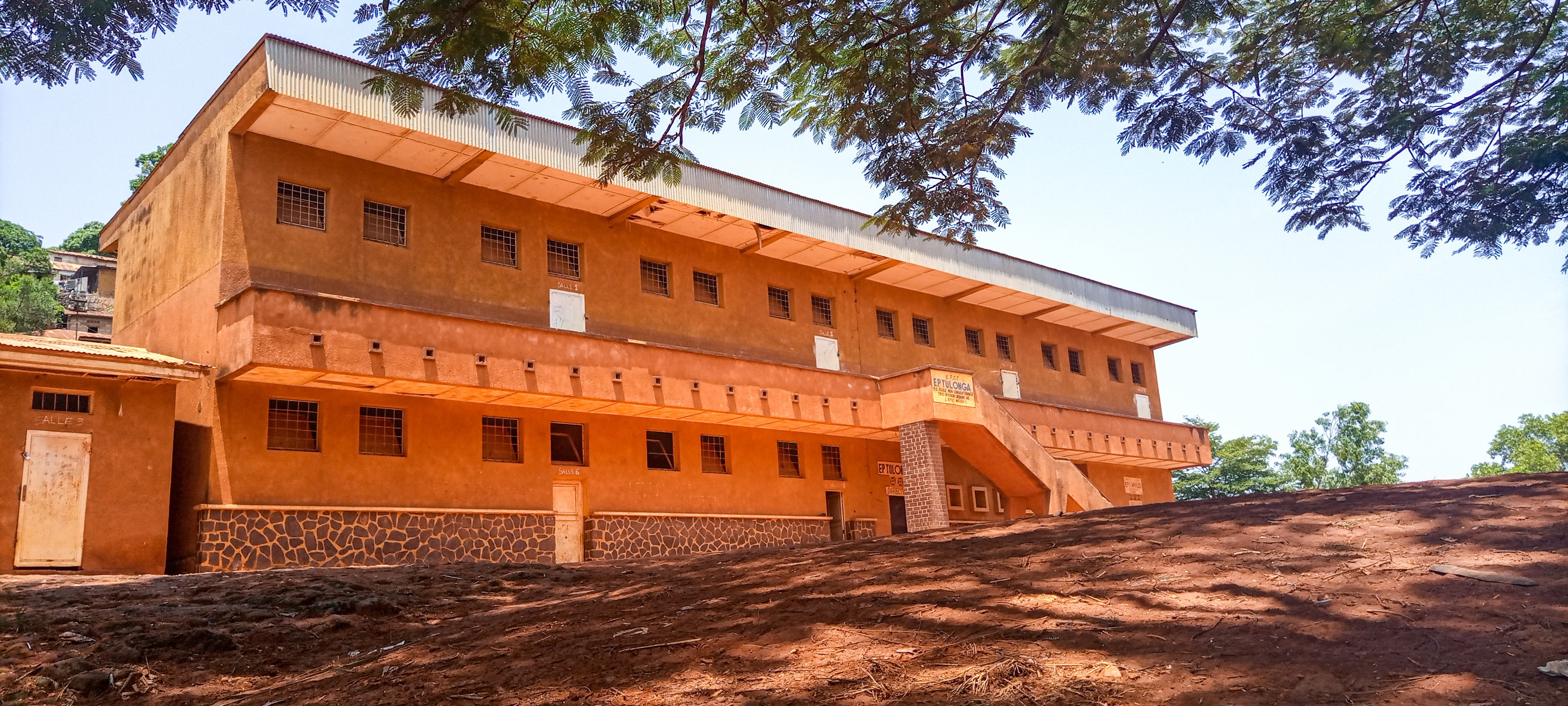
École laïque dans la commune de Mvuzi

### Université et enseignement supérieur
L’Institut Supérieur de Commerce de Matadi (ISC Matadi), est un établissement d’enseignement supérieur public.
L'Université de Matadi (UNIMAT) est située au quartier Ville Haute, dans la commune de Matadi. L'institut du bâtiment et des travaux publics (IBTP). l'Institut Supérieur d'informatique Programmation et Analyse (ISIPA Matadi) est un établissement privé  située au quartier Ville Haute dans la commune de Matadi derrière l'hôpital Général de Référence de Kinkanda .

## Lieux de cultes
La ville de Matadi étant laïque, on y trouve des lieux de cultes de plusieurs religions que ce soit des églises catholiques ou protestantes, des mosquées, et des temples animistes.
Le diocèse de Matadi (en latin Dioecesis Matadiensis) est l'un des diocèses de la République Démocratique du Congo.

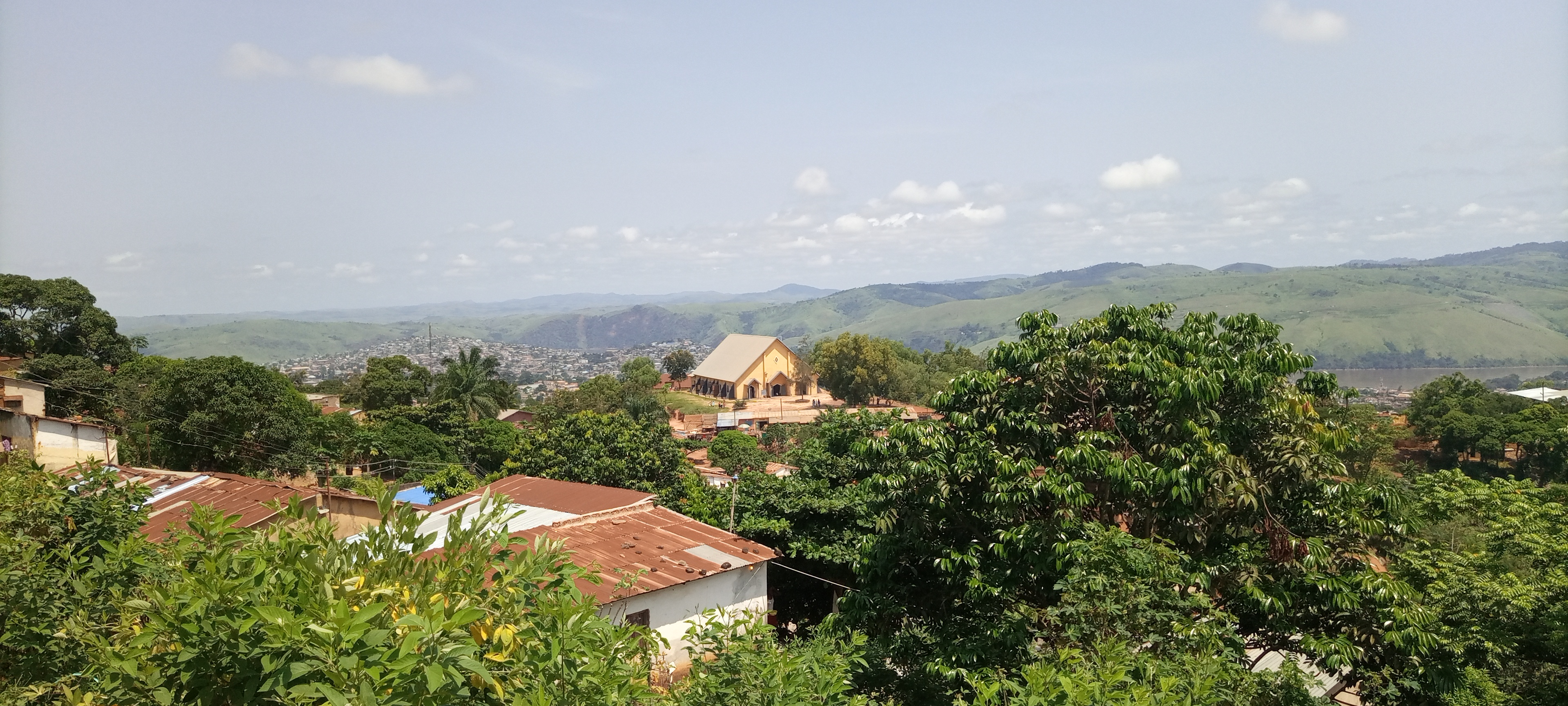
Paroisse C.E.C Mvuzi, vu depuis le quartier Wenter

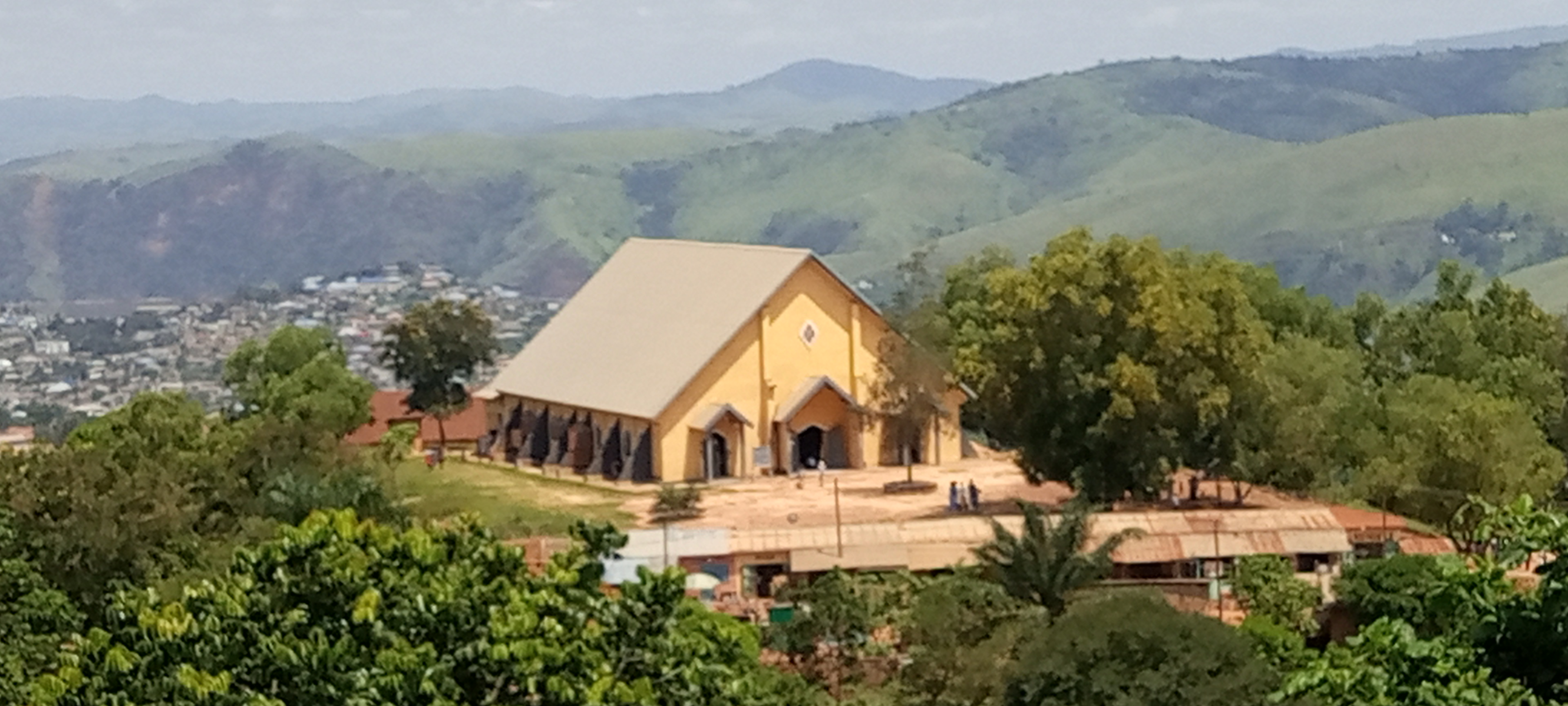
Paroisse C.E.C Mvuzi, nous pouvons voir au loin le mont de la rive droite du fleuve Congo

## Économie
Le port de Matadi est une véritable porte ouverte vers l'extérieur pour l'entièreté du pays. Les navires de haute mer y accostent, et permettent l'approvisionnement de Kinshasa par le train et la route. Un oléoduc assure par ailleurs le transport de produits pétroliers.

## Transports et voies de communication
À Matadi se trouve le Pont Matadi, seul sur tout le cours inférieur et moyen de l’immense fleuve Congo. Par conséquent, le principal flux transcontinental de transport routier depuis l’Afrique australe vers les parties nord-ouest du continent africain passe par Matadi.

### Transport en commun

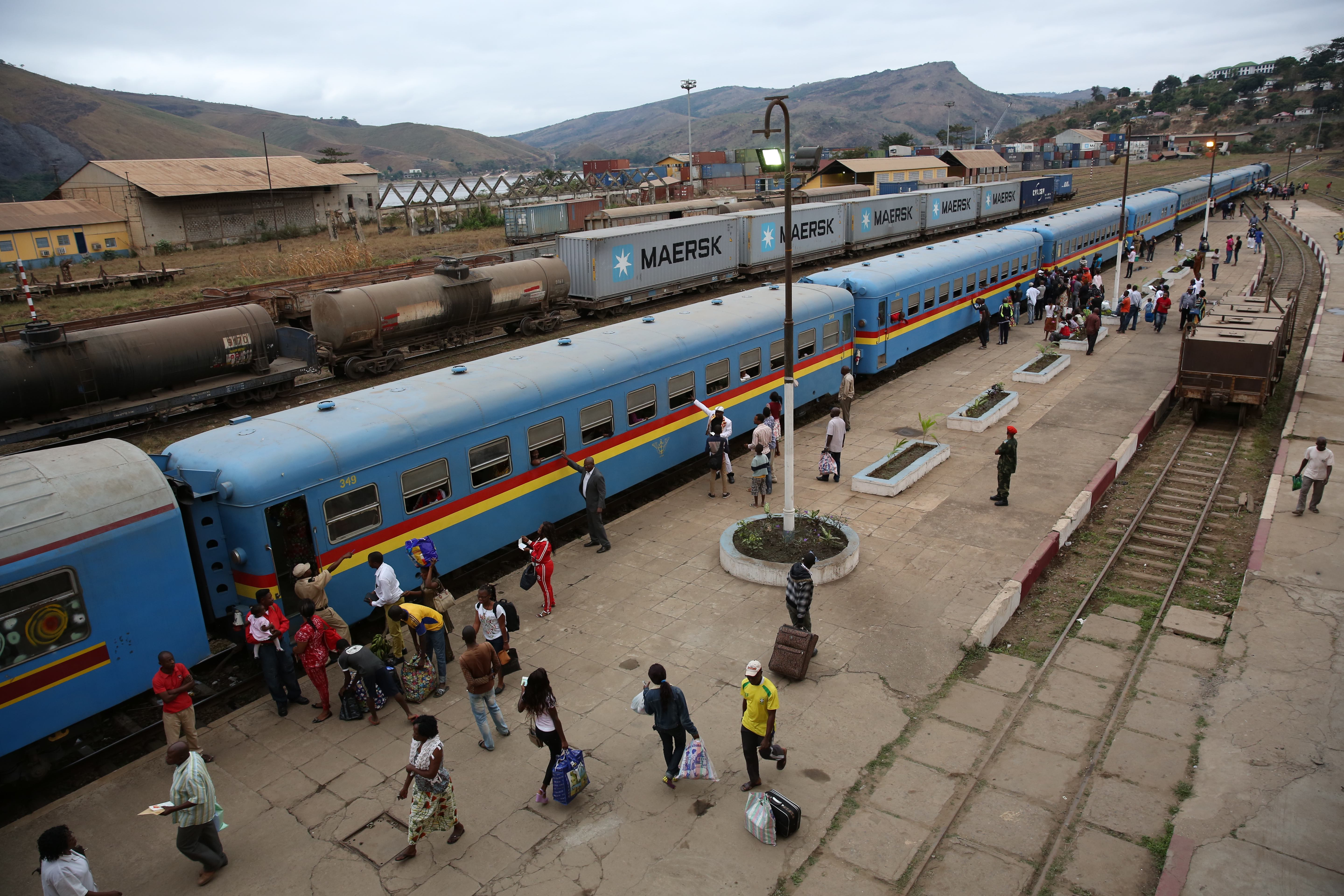
Train à la gare centrale de Matadi en 2015.

La voiture taxi et les motos taxi sont les moyens idéals de transport en commun dans la ville.

### Transport maritime
La voie navigable du fleuve Congo entre Matadi est l'océan Atlantique est la connexion qu'offre la ville de Matadi au reste du monde grâce au port de Matadi.

### Transport ferroviaire
Matadi est desservi par les trains à travers le chemin de fer Matadi - Kinshasa, le tout premier d'Afrique centrale.

### Transport aérien
L'aéroport de Tshimpi dessert la ville de Matadi avec des vols à Kinshasa, Moanda, Mbandaka, et d'autres destinations à travers le pays.

## Sports
Le derby TC Elima - AS Véti Club enflamme les amoureux du ballon rond matadien, derby entre les 2 clubs principaux de la ville le rouge et or de TC Elima d'une part et le vert et noir de l'AS Veti club d'autre part.
Le stade Lumumba est le stade principal de la ville de Matadi.

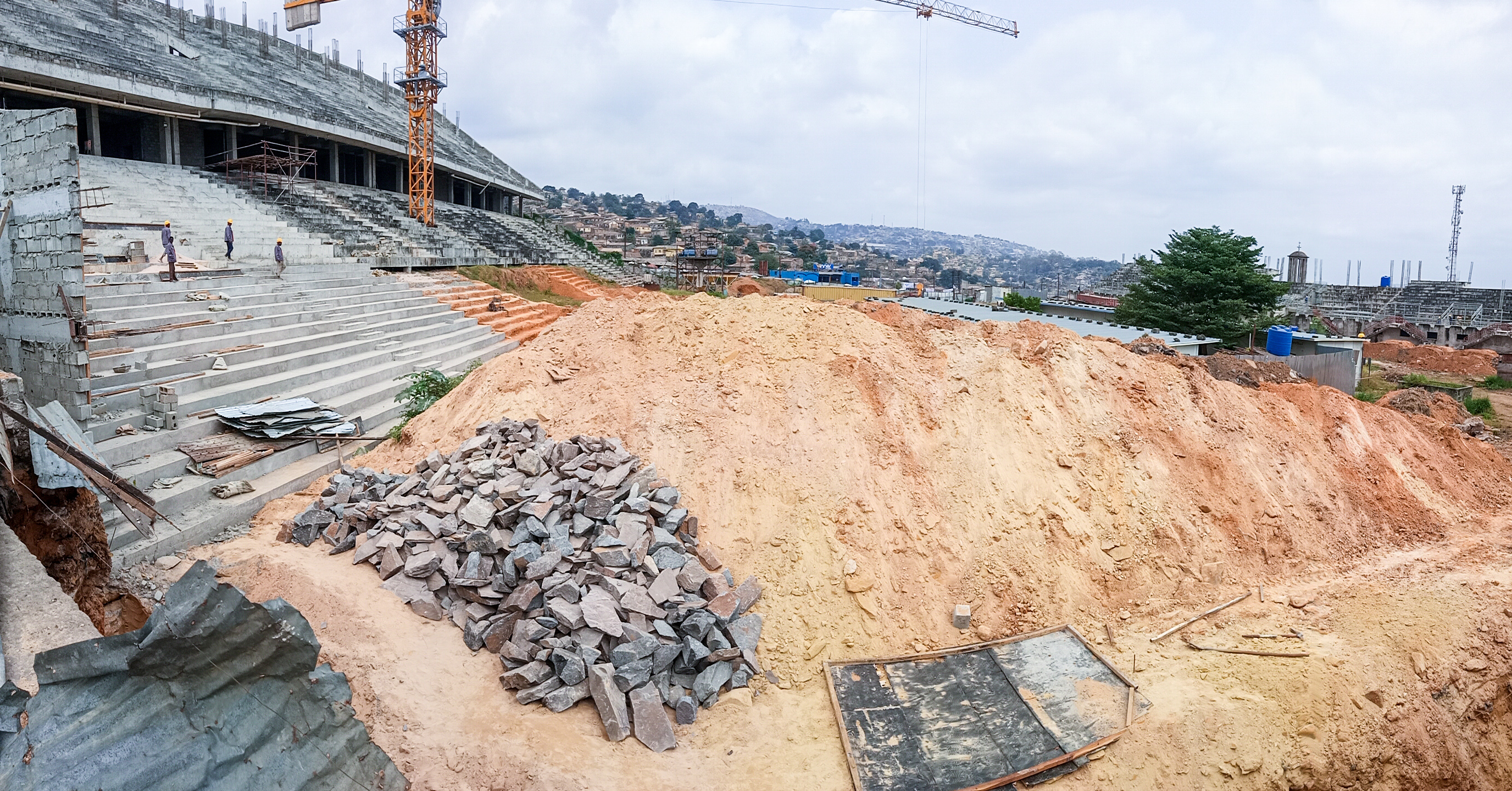
Chantier du nouveau stade Lumumba de Matadi

## Culture

### Art
Marché aux arts Gondola.

### Cinéma
Le Ciné Palace au quartier ville haute.

### Musique
La musique dans la ville de Matadi. Groupe Bana Comet.

### Tourisme
La ville de Matadi est une ville touristique, grâce aux vestiges du passé laissés par les pionniers qui ont bâti la ville.

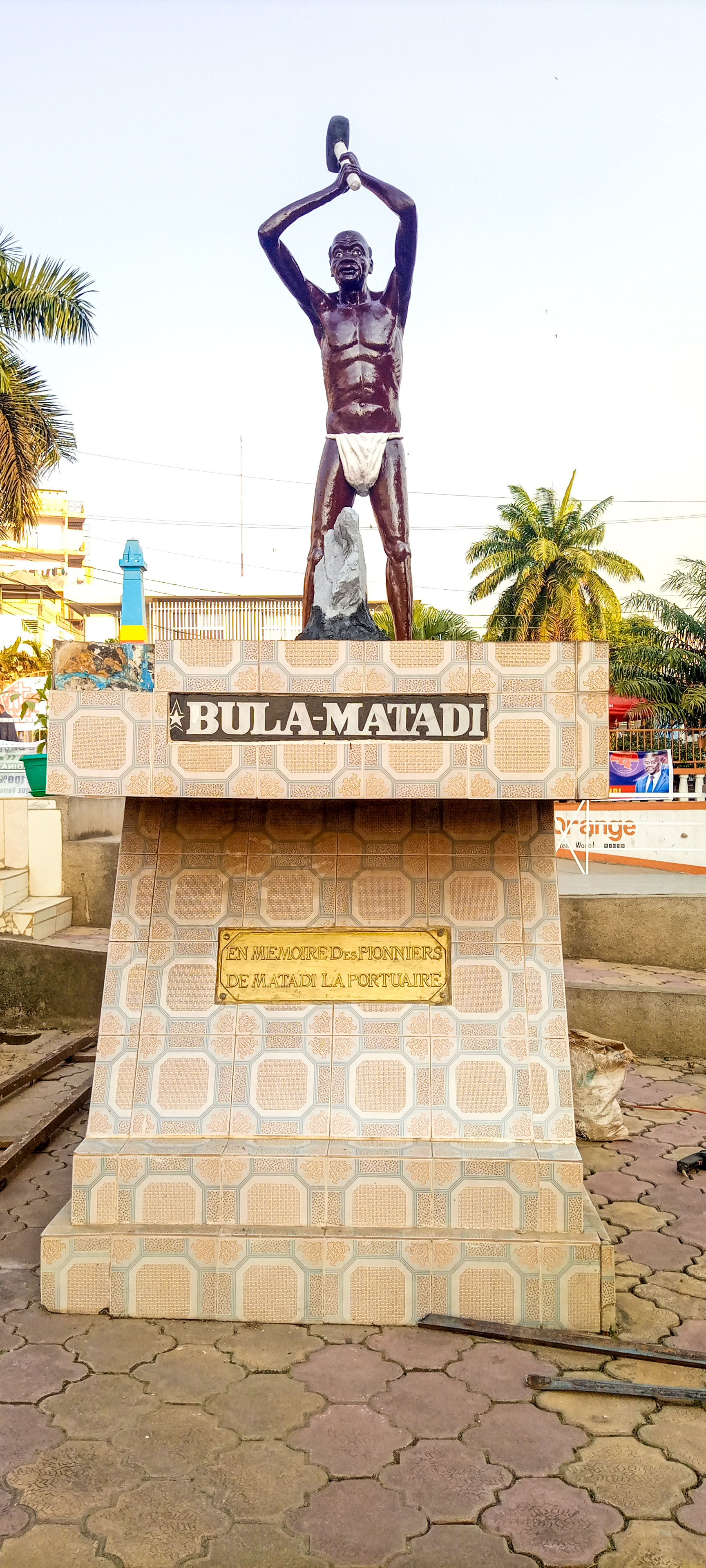
Bula Matadi (casseur de pierres) monument en mémoire des pionniers Matadi
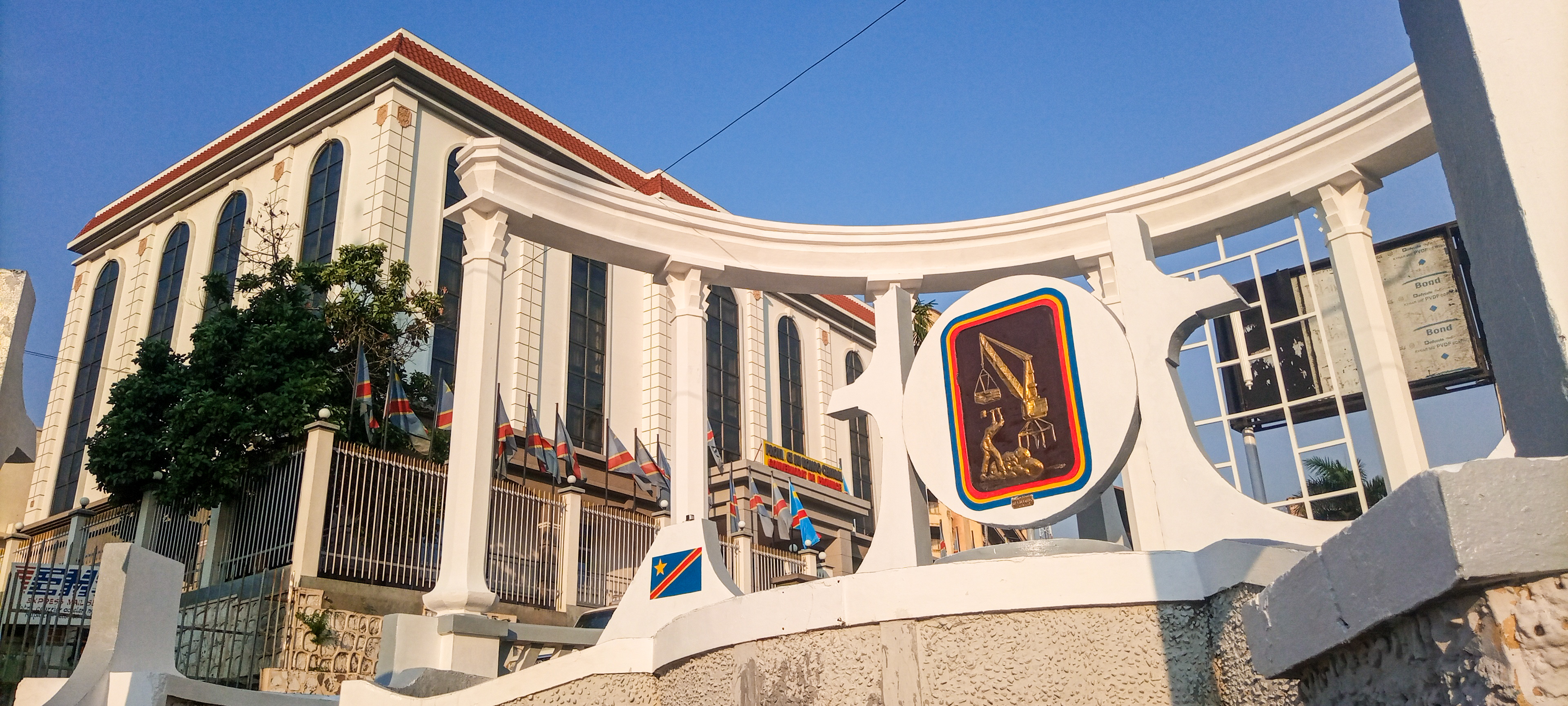
Place Gouvernorat
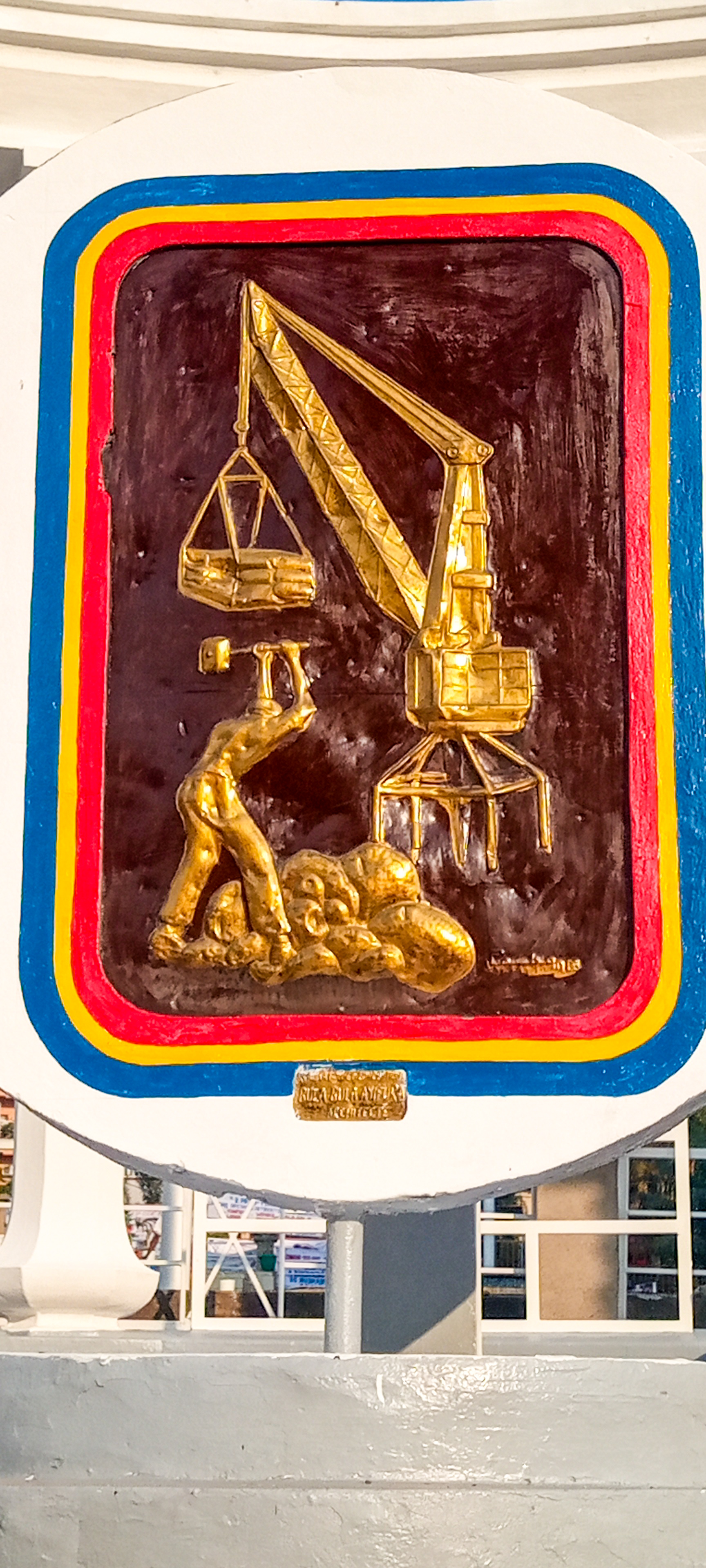
Plaque représentant Bula Matadi et le Port de Matadi

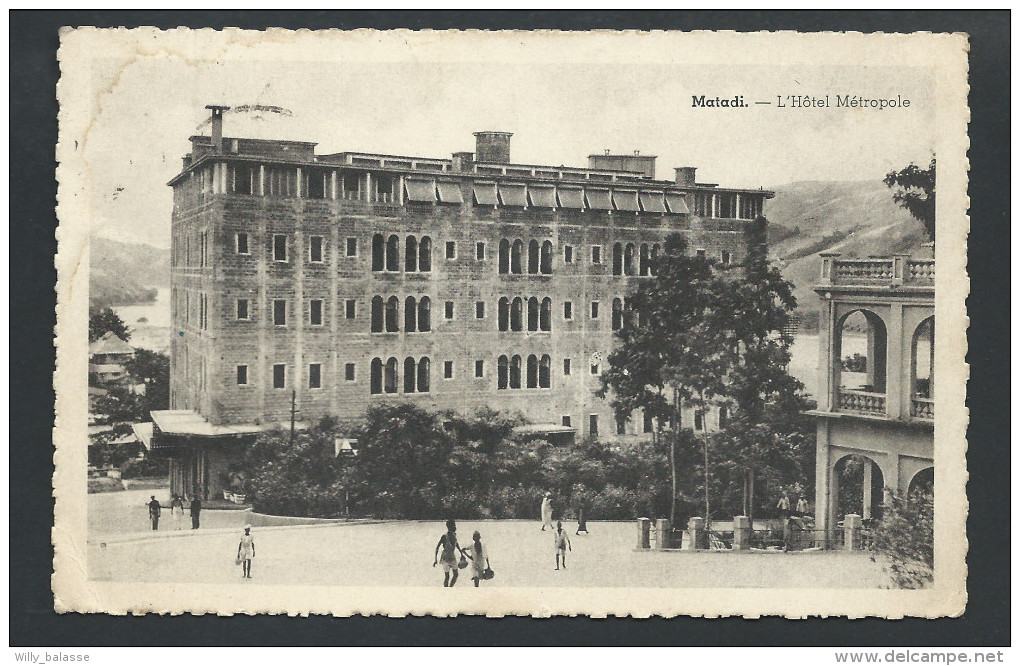
- Hôtel Métropole de Matadi, photo prise par Renés Christiane Annette le 27 janvier 1949 (Recto)

### Bâtiments marquants de la ville
- L'Immeuble Dragage est un bâtiment d'habitation sur l'avenue Maurice Mpolo, dans cet immeuble que nous trouvons la majorité des administrations provinciales.
- L'Immeuble Ami-Congo
- L'Immeuble Intelligent est le nouveau bâtiment du Gouvernorat de province construit par le feu Gouverneur Jacques Mbadu Nsitu, dont la première pierre de construction a été posée le 4 juin 2015 et son inauguration par l’ancien chef de l’État Joseph Kabila Kabange est intervenue en date du 7 aout 2017, 2 années des travaux de construction de cet ouvrage qui a coûté la somme 3.250.000 USD pour que Gouvernorat de la province du Kongo Central puisse avoir un bâtiment au standard international.
- L'Hôtel Métropole de Matadi a été construit entre 1925 et 1930. Il semble avoir officiellement ouvert ses portes en 1930. C'est un bâtiment de style néo-gothique et apparemment conçu par l'architecte Ernest Callebout

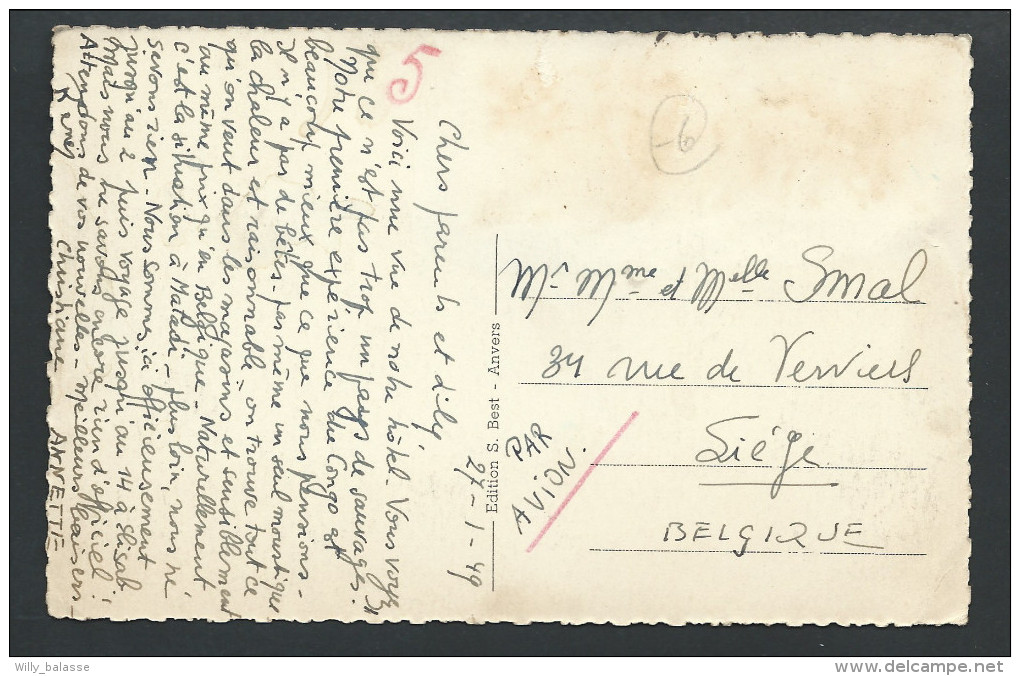
- (Verso)

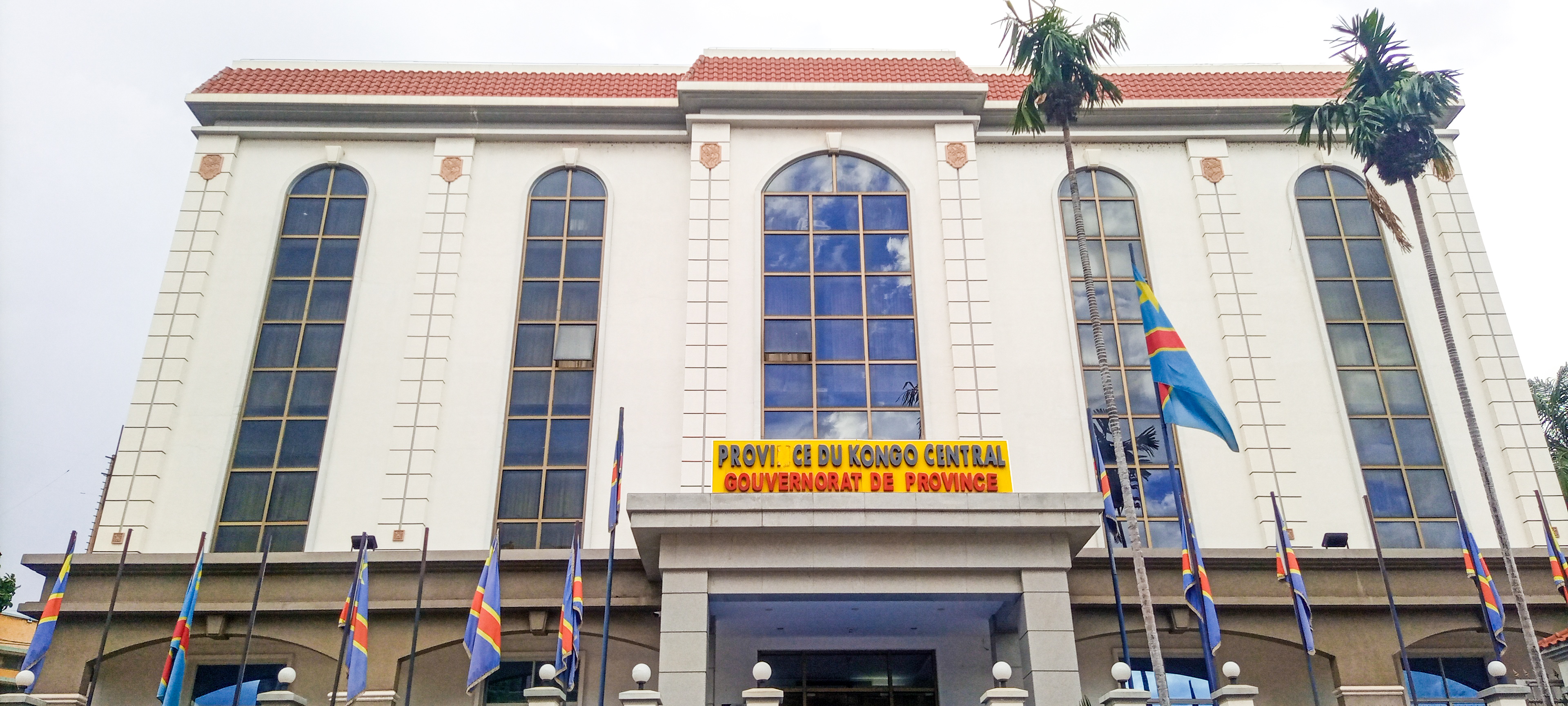
Gouvernorat de Province du Kongo Central

### Gastronomie
Matadi est réputée par sa gastronomie riche aux plats africains, avec des plats comme le tsaka madezo, le mfumbwa, le bioto.

## Personnalités liées à Matadi

### Naissance à Matadi
- Benedict Bamanya (1993- ), artiste musicien congolais
- Deo Kanda (1989- ), footballeur congolais
- Julien Kialunda (1940-1987), footballeur congolais
- Grand Kallé (1930-1983), artiste musicien congolais

## Galerie

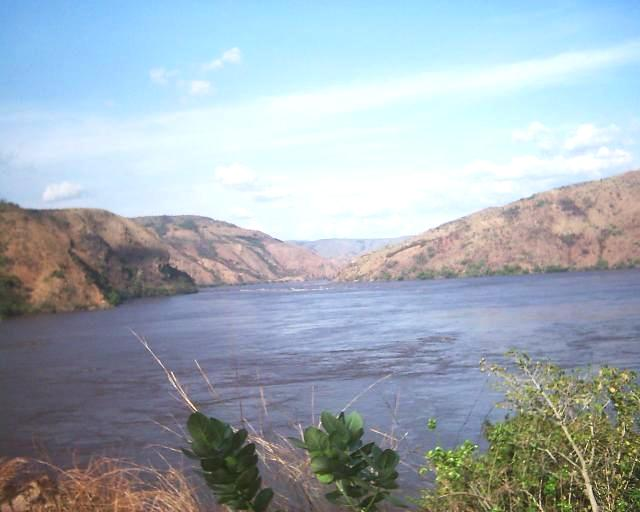
Fleuve Congo en amont de Matadi, et les premiers rapides
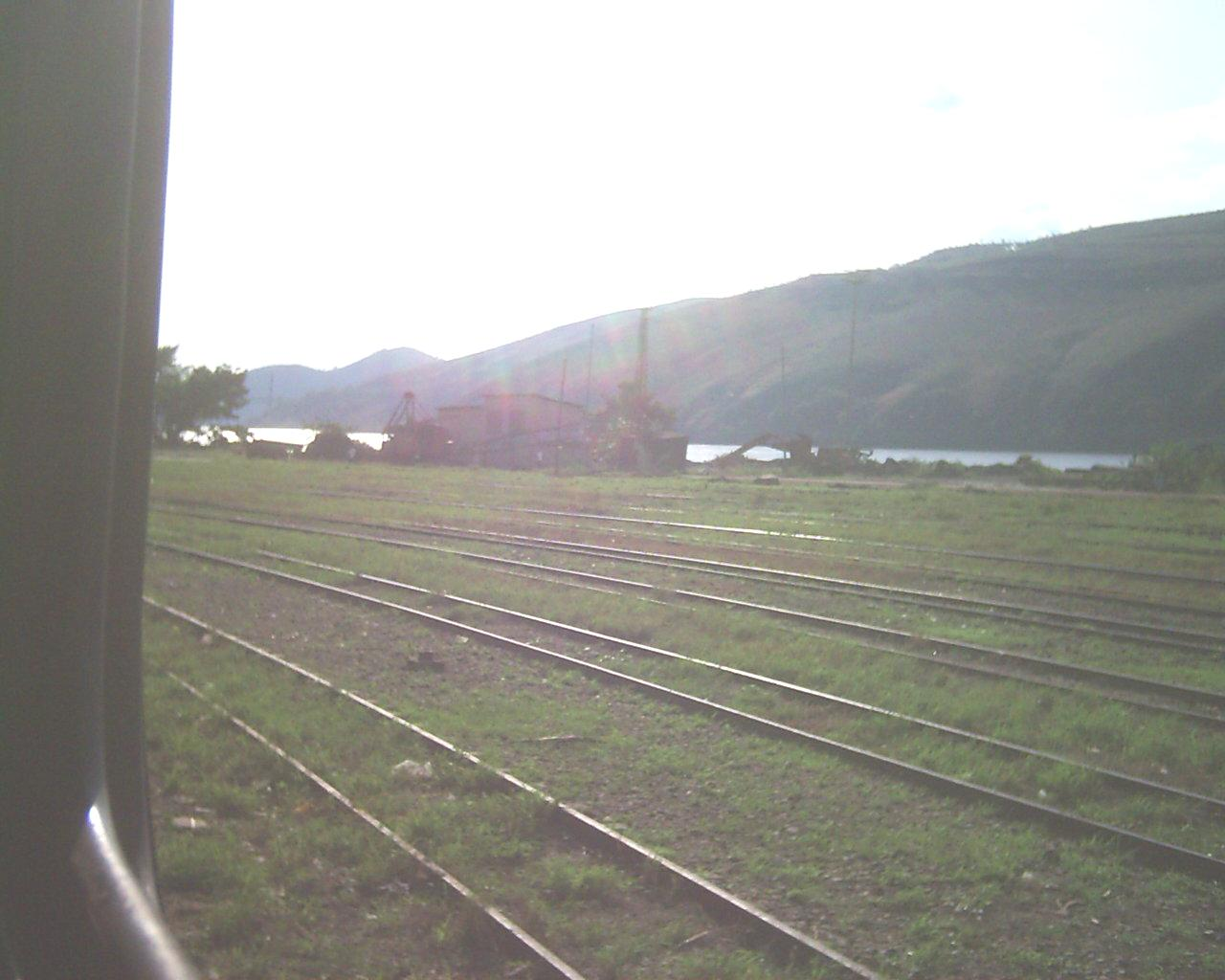
Arrivée en gare de Matadi
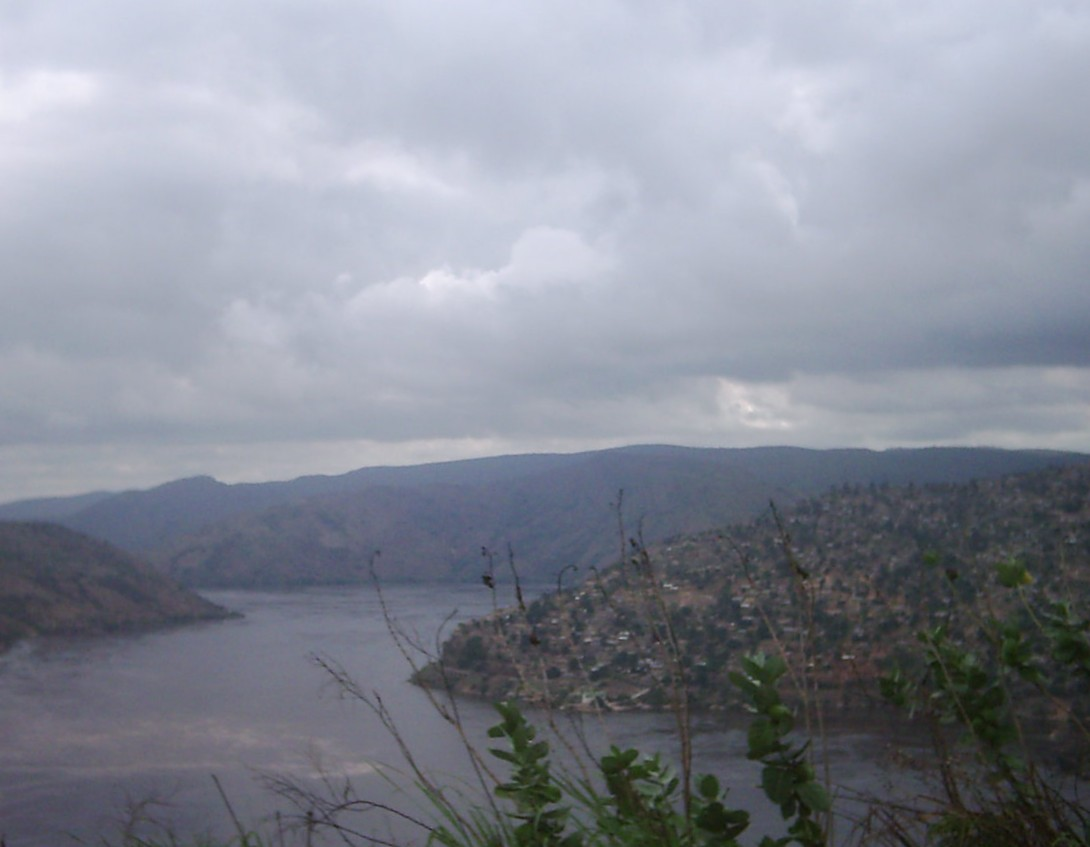
Banlieue de Matadi vue de la rive droite
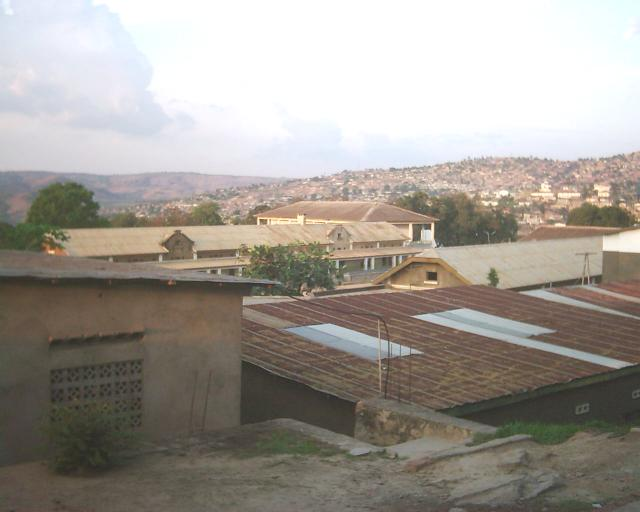
Les banlieues de Matadi sur le versant sud des gorges du Congo

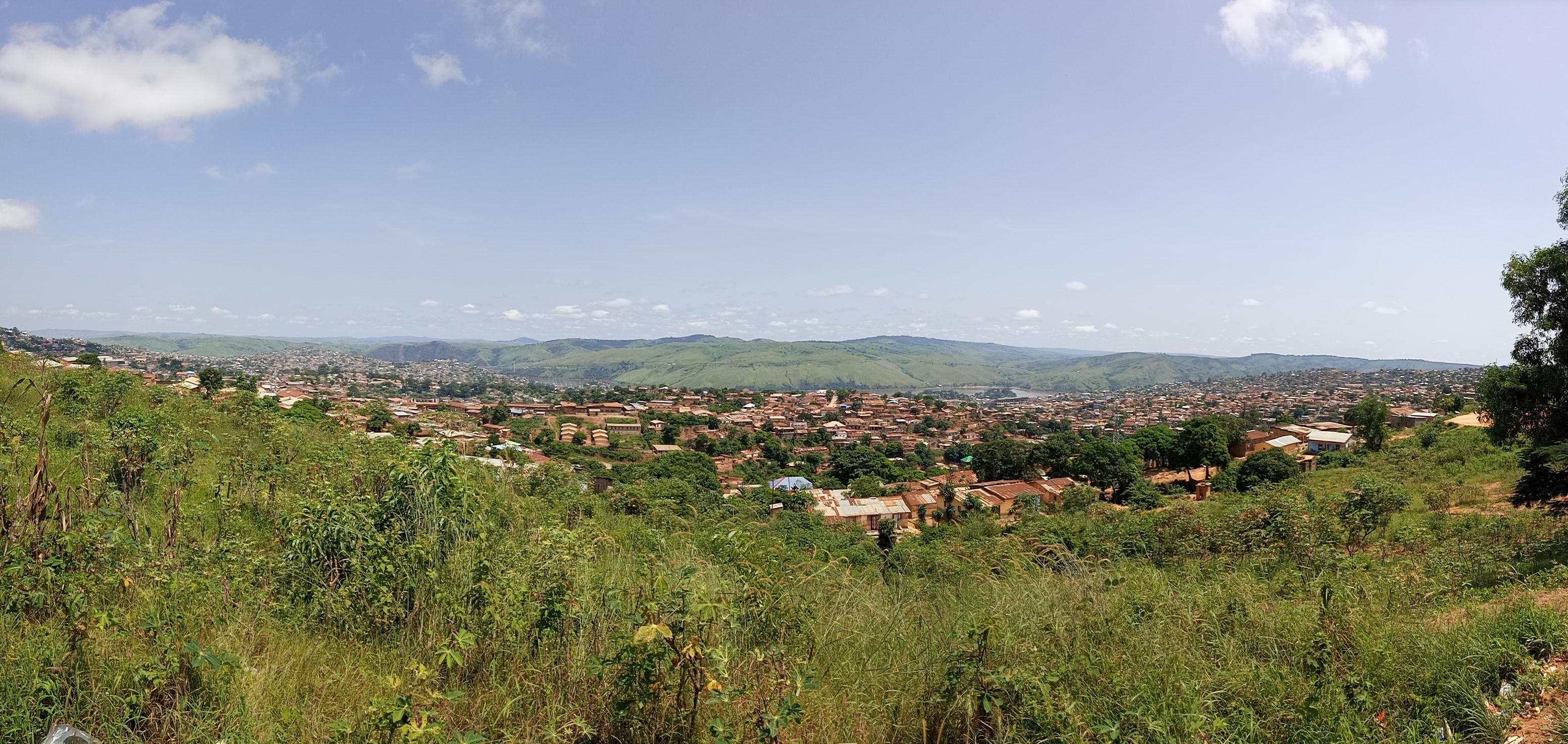
Matadi vu du quartier Kintuadi